# Filippo Terracciano
Filippo Terracciano, né le 8 février 2003 à Vérone en Italie, est un footballeur italien qui évolue au poste de milieu central à l'US Cremonese.

## Biographie

### En club
Né à Vérone en Italie, Filippo Terracciano est formé par le club local de l'Hellas Vérone. Il fait ses débuts en Serie A le 20 mars 2022, face à l'Empoli FC. Il entre en jeu et les deux équipes se neutralisent (1-1 score final),.
Le 4 août 2022, Filippo Terracciano prolonge son contrat avec l'Hellas Vérone. Il est alors lié au club jusqu'en juin 2026.
Le 8 janvier 2024, lors du mercato hivernal, Filippo Terracciano s'engage en faveur de l'AC Milan pour un contrat courant jusqu'en juin 2028.

### En sélection
Filippo Terracciano représente l'équipe d'Italie des moins de 19 ans. Avec cette sélection il est retenu pour participer au championnat d'Europe des moins de 19 ans en 2022. Lors de ce tournoi il joue trois matchs, dont un comme titulaire. Son équipe s'incline en demi-finale contre l'Angleterre (2-1 score final).
Le 14 novembre 2022, Terracciano est appelé pour la première fois avec l'équipe d'Italie espoirs. Il joue son premier match avec les espoirs le 19 novembre 2022 contre l'Allemagne. Il entre en jeu et son équipe s'incline par quatre buts à deux.

## Statistiques
| Saison                | Club                  | Championnat           | Championnat | Championnat | Coupe(s) nationale(s) | Coupe(s) nationale(s) | Compétition(s) continentale(s) | Compétition(s) continentale(s) | Compétition(s) continentale(s) | Total | Total |
| Saison                | Club                  | Division              | M.          | B.          | M.                    | B.                    | Comp.                          | M.                             | B.                             | M.    | B.    |
| 2021-2022             | Hellas Vérone         | Serie A               | 1           | 0           | 1                     | 0                     | -                              | -                              | -                              | 2     | 0     |
| 2022-2023             | Hellas Vérone         | Serie A               | 20          | 0           | -                     | -                     | -                              | -                              | -                              | 20    | 0     |
| 2023-2024             | Hellas Vérone         | Serie A               | 18          | 0           | 1                     | 0                     | -                              | -                              | -                              | 19    | 0     |
| Sous-total            | Sous-total            | Sous-total            | 39          | 0           | 2                     | 0                     | -                              | -                              | -                              | 41    | 0     |
| 2023-2024             | AC Milan              | Serie A               | 3           | 0           | 1                     | 0                     | C3                             | 2                              | 0                              | 6     | 0     |
| Sous-total            | Sous-total            | Sous-total            | 3           | 0           | 1                     | 0                     | -                              | 2                              | 0                              | 6     | 0     |
| Total sur la carrière | Total sur la carrière | Total sur la carrière | 42          | 1           | 3                     | 0                     | -                              | 2                              | 0                              | 47    | 1     |